# انجمن مددکاری امام زمان
انجمن مددکاری امام زمان نام یک انجمن خیریه در شهر اصفهان است.
این انجمن در سال ۱۳۴۹ به همت جمعی از معتمدین شهر اصفهان تشکیل گردید. انجمن که ابتدا به صورت خود جوش در اصفهان ایجاد شد و سپس با گسترش آن در سراسر کشور و ایجاد شعبه‌های مختلف بیش از ده هزار خانوار بی بضاعت و بی سرپرست را تحت پوشش خود قرار داده و از آن‌ها تا رسیدن به مدارج مختلف علمی و زندگی حمایت مینماید.
این انجمن خدماتی چون تأمین ارزاق و مایحتاج، تعلیم و تربیت، بهداشت و درمان، تهیه و مرمّت مسکن، ایجاد اشتغال و درآمد و ازدواج و جهیزیه را به خانواده‌های عضو ارائه می‌نماید.
امروزه در شهر اصفهان و در مراسم ترحیم و خاکسپاری به جای استفاده از گل طبیعی به عنوان هدیه، هر خانواده یکی از قاب‌های از پیش آماده این انجمن (یا سایر انجمن‌های خیریه) را تهیه می‌کند و همراه خود بر سر مزار یا مسجد می‌برد. این قاب نشان می‌دهد که هزینه‌ای جهت آمرزش مرحوم به انجمن پرداخت شده‌است. بسیاری از شرکت‌ها و سازمان‌های دولتی و خصوصی نیز کمک‌های خود را به این انجمن هدیه می‌نمایند.

شعار انجمن از روز نخست تا کنون این شعر از سعدی بوده‌است:
| یتیم ار بگرید که نازش خرد |  | وگر خشم گیرد که بارش برد |
| الا تا نگرید که عرش عظیم  |  | بلرزد همی چون بگرید یتیم |

وب سایت انجمن مددکاری امام زمان (عج): www.madadkari.ir
آدرس: اصفهان خیابان چهارباغ پایین کوچه شهید بانکی (29)